# Elvira Possekel
Elvira Possekel (Keulen, 11 april 1953) is een Duits atleet.
Op de Olympische Zomerspelen van Montreal in 1976 liep Possekel de 100 meter en de 4×100 meter estafette. Het Duitse estafette-team won de zilveren medaille. In de kwalificaties liep het Duitse team een nieuw olympisch record van 42.61 seconde.

## Persoonlijke records
- 100 meter: 11,42 s (1976)
- 200 meter: 23,36 s (1976)